# Sex and Culture
Sex and Culture (traducibile in Sesso e Cultura) è un libro del 1934 dell'antropologo sociale inglese J. D. Unwin sulla correlazione tra il livello di «realizzazione culturale» di una società e il suo livello di restrizione sessuale. Il libro si concludeva con la teoria secondo cui le società che si sviluppano diventano più liberi dal punto di vista sessuale, accelerando l'entropia sociale della società e diminuendo così la sua energia «creativa» ed «espansiva».
Secondo Unwin, quando una nazione diventa prospera, diventa sempre più libera per quanto riguarda la moralità sessuale. Cambiando in questo modo, essa perde la sua coesione, il suo slancio e il suo scopo, che lui sostiene essere irrimediabilmente compromesso.Unwin afferma anche che la monogamia assoluta richiedeva l'uguaglianza legale tra uomini e donne.

## Contenuto
Lo studio di Unwin su 80 culture native e 6 civiltà lo ha portato a concludere che il fattore operante dietro il decadimento culturale di una società è in gran parte dovuto all'allentamento delle convenzioni sessuali e alla riduzione delle relazioni monogame. Egli sostiene che attraverso convenzioni sessuali più rigide come l'astinenza, le nazioni incanalano la loro energia sessuale nell'espansione aggressiva, conquistando i Paesi «meno energici», così come nell'arte, nella scienza, nelle riforme e in altri indicatori di alto livello culturale.
Con l'espressione «società civilizzate» il libro si riferisce specificatamente ai seguenti sedici popoli storici: Sumeri, Babilonesi, Egizi, Assiri, Elleni, Persiani, Indù, Cinesi, Giapponesi, Sasanidi, Arabi (Mori), Romani, Teutoni e Anglosassoni.
Unwin divide le civiltà in quattro gruppi per confrontare il grado di progresso di ciascuna in termini di progresso. Le categorie sono, dal livello più basso di restrizione sessuale a quello più alto, "zoistico", "manistico", "deistico" e "razionalistico". Unwin basa le sue categorie su alcuni fenomeni sociali da lui osservati nel suo studio delle 86 culture mondiali, fenomeni che, a suo dire, coincidevano con diversi livelli di castità prematrimoniale:
- Zoistico: descrive le società che non praticano alcuna forma di castità prematrimoniale come appartenenti alla condizione zoistica.
- Manistico: descrive le società che non praticavano la castità prematrimoniale o che praticavano una castità limitata e che rendevano omaggio ai defunti ('tendence') come appartenenti alla condizione culturale manistica.
- Deistico: descrive come deistiche le società in cui si praticava la castità prematrimoniale e che costruivano templi e avevano sacerdoti[6].
- Razionalista: Unwin non fornisce una definizione precisa di ciò che costituisce una cultura razionalistica, ma la descrive come la condizione culturale che emerge quando una società è stata nella condizione deistica per un tempo sufficiente ad apprezzare «una nuova concezione del potere nell'universo, basata sull'ancora sconosciuto», che è il risultato di un ampliamento della comprensione del naturale. Unwin scrive che «una tale società si trova nella condizione razionalistica. L'avanzamento verso questa condizione dipende non solo dalla riduzione delle opportunità sessuali, ma anche dalla loro conservazione al minimo»[7]. Secondo Unwin, tra le culture studiate, solo tre possono essere considerate come se avessero raggiunto lo stato culturale razionalistico prima di entrare in un declino culturale: gli Ateniesi, i Romani e gli Inglesi[8].

Il libro si conclude con l'affermazione che, per mantenere una società razionalistica, l'impulso sessuale dovrebbe essere controllato e spostato verso un lavoro più produttivo. Unwin osserva che le donne dovrebbero godere degli stessi diritti legali degli uomini e che la condizione per un alto livello di realizzazione culturale risiede nella limitazione del sesso prematrimoniali piuttosto che in uno stato di patriarcato, sebbene le due cose abbiano storicamente coinciso.
Il libro afferma che l'effetto delle costrizioni sessuali, sia pre che post-nuziali, ha sempre portato a una maggiore fioritura di una cultura. Al contrario, una maggiore libertà sessuale ha sempre portato al collasso di una cultura tre generazioni dopo. La cultura più fiorente aveva la combinazione più potente: la castità prenuziale unita alla “monogamia assoluta”. Le culture razionaliste che hanno mantenuto questa combinazione per almeno tre generazioni hanno superato tutte le altre culture in ogni ambito, tra cui la letteratura, l'arte, la scienza, l'arredamento, l'architettura, l'ingegneria e l'agricoltura. Solo tre delle ottantasei culture studiate hanno raggiunto questo livello.

## Ricezione
Aldous Huxley descrisse Sex and Culture come «un'opera della massima importanza». Una recensione contemporanea del 1935 fu positiva.